# Mirsky Ledge
Mirsky Ledge är en bergstopp i Antarktis. Den ligger i Västantarktis. Inget land gör anspråk på området. Toppen på Mirsky Ledge är 1 851 meter över havet.
Terrängen runt Mirsky Ledge är platt åt nordost, men åt sydväst är den kuperad. Trakten är obefolkad. Det finns inga samhällen i närheten.